# Rio Ratones
O rio Ratones é um curso de água do estado de Santa Catarina, no Brasil. Banha o município de Florianópolis, capital do estado.
É um rio relativamente pequeno, mas navegável por pequenas embarcações em vários trechos e tem importância por ser o maior rio da Ilha de Santa Catarina, formando a maior bacia hidrográfica do município de Florianópolis. Dá nome também à localidade de Ratones, no centro-norte da ilha, onde estão localizadas parte de suas nascentes.
Desagua na Baía Norte, após atravessar a Estação Ecológica Carijós, onde se encontra o manguezal do rio Ratones, com 6,25 km².

## Bacia hidrográfica do Rio Ratones
A bacia hidrográfica do rio Ratones ocupa uma área de 61 km² e abrange vários bairros do norte da Ilha de Santa Catarina: Ratones, Jurerê, Santo Antônio de Lisboa, Barra do Sambaqui, Cachoeira do Bom Jesus, Canasvieiras, Vargem do Bom Jesus, Vargem Grande e Vargem Pequena, entre outros.
Os principais rios afluentes desta bacia hidrográfica são o rio Veríssimo e o rio Papaquara. Além destes, fazem parte da bacia os rios Palha, da Costa, Ribeirão Vargem Pequena e, pela margem esquerda, o rio Piçarras, ribeirão Capela e o córrego Silvino, sem contar com uma grande rede de canais secundários.

### Poluição e problemas ambientais
O rio Ratones, principalmente por receber as águas do rio Papaquara, principal rio oriundo do balneário turístico de Canasvieras, onde encontra-se também uma estação de tratamento de esgoto com histórico de contaminações, tem sido ameaçado cada vez mais pela poluição, despertando nos últimos anos da década de 2010 manifestações e críticas contra o despejo de esgoto no rio.